# Mistrzostwa Polski w Kajakarstwie 2017
80. Mistrzostwa Polski seniorów w kajakarstwie – odbyły się w Poznaniu w dniach 1 – 3 września 2017. 
Mistrzostwa rozgrywane były na Torze Regatowym "Malta".

## Medaliści

### Mężczyźni

#### Kanadyjki
| Konkurencja | Złoto                                                                     | Czas     | Srebro                                                                              | Czas     | Brąz                                                                          | Czas     |
| C-1 200 m   | Michał Łubniewski (Stomil Poznań)                                         | 39.851   | Arsen Śliwiński (Warszawski Klub Kajakowy)                                          | 40.716   | Wiktor Głazunow (AZS Gorzów Wlkp)                                             | 40.756   |
| C-1 500 m   | Tomasz Kaczor (Warta Poznań)                                              | 1:49.665 | Marcin Grzybowski (MKS Czechowice-Dziedzice)                                        | 1:50.360 | Arsen Śliwiński (Warszawski Klub Kajakowy)                                    | 1:52.555 |
| C-1 1000 m  | Tomasz Kaczor (Warta Poznań)                                              | 3:52.721 | Piotr Kuleta (AZS Politechnika Opole)                                               | 3:54.436 | Wiktor Głazunow (AZS-AWF Gorzów Wlkp.)                                        | 3:55.471 |
| C-1 5000 m  | Marcin Grzybowski (MKS Czechowice-Dziedzice)                              | 24:11.3  | Wiktor Głazunow (AZS AWF Gorzów Wlkp.)                                              | 24:12.1  | Grzegorz Bryński (AZS AWF Gorzów Wlkp.)                                       | 24:58.8  |
| C-2 200 m   | Tomasz Barniak Mateusz Kamiński (OKSW Olsztyn)                            | 38.583   | Michał Łubniewski Dominik Nowacki (Stomil Poznań)                                   | 38.623   | Tomasz Kaczor Jakub Bródka (Warta Poznań)                                     | 39.003   |
| C-2 500 m   | Tomasz Barniak Mateusz Kamiński (OKSW Olsztyn)                            | 1:42.998 | Mateusz Zuchora Piotr Kuleta (AZS Politechnika Opolska)                             | 1:44.558 | Wiktor Głazunow Robert Olszewski (AZS-AWF Gorzów Wlkp.)                       | 1:44.948 |
| C-2 1000 m  | Tomasz Barniak Mateusz Kamiński (OKSW Olsztyn)                            | 3:36.940 | Mateusz Zuchora Piotr Kuleta (AZS Politechnika Opolska)                             | 3:38.635 | Vincent Słomiński Michał Łubniewski (Stomil Poznań)                           | 3:40.135 |
| C-4 1000 m  | AZS AWF Poznań Szymon Kosteński Gilbert Paluch Wiktor Soroka Roman Furtak | 3:29.949 | AZS Politechnika Opolska Mateusz Zuchora Grzegorz Szpynda Piotr Kuleta Dawid Kuleta | 3:30.014 | AZS AWF Poznań Łukasz Nowak Lawrence Drojetzki Paweł Domiński Daniel Pośpiech | 3:49.299 |

#### Kajaki
| Konkurencja | Złoto                                                                         | Czas     | Srebro                                                                           | Czas     | Brąz                                                                             | Czas     |
| K-1 200 m   | Piotr Mazur (Zawisza Bydgoszcz)                                               | 35.424   | Paweł Kaczmarek (AZS-AWF Gorzów Wlkp.)                                           | 35.499   | Piotr Siemionowski (Zawisza Bydgoszcz)                                           | 36.099   |
| K-1 500 m   | Bartosz Stabno (Posnania)                                                     | 1:40.834 | Bartosz Jonkisz (AZS-AWF Gorzów Wlkp.)                                           | 1:43.049 | Patryk Świtalski (Spójnia Warszawa)                                              | 1:43.364 |
| K-1 1000 m  | Rafał Rosolski (Dojlidy Białystok)                                            | 3:33.580 | Martin Brzeziński (Zawisza Bydgoszcz)                                            | 3:34.860 | Bartosz Stabno (Posnania)                                                        | 3:35.100 |
| K-1 5000 m  | Paweł Czaja (AZS-AWF Katowice)                                                | 22:07.8  | Sławomir Siwiec (Admira Gorzów Wlkp.)                                            | 22:09.1  | Michał Bil (AZS Politechnika Opolska)                                            | 22:12.0  |
| K-2 200 m   | Piotr Mazur Dawid Putto (Zawisza Bydgoszcz)                                   | 32.871   | Dorian Kliczkowski Bartosz Jonkisz (AZS Gorzów Wlkp.)                            | 33.686   | Robert Nowakowski Sławomir Witczak (Energetyk Poznań)                            | 33.981   |
| K-2 500 m   | Paweł Kaczmarek Dorian Kliczkowski (AZS-AWF Gorzów Wlkp.)                     | 1:32.217 | Martin Brzeziński Dawid Putto (Zawisza Bydgoszcz)                                | 1:32.782 | Rafał Rosolski Paweł Florczak (Dojlidy Białystok)                                | 1:34.167 |
| K-2 1000 m  | Rafał Rosolski Paweł Florczak (Dojlidy Białystok)                             | 3:17.994 | Bartosz Stabno Mateusz Augustyniak (Posnania)                                    | 3:18.754 | Jakub Śliwa Mariusz Kujawski (Zawisza Bydgoszcz)                                 | 3:20.494 |
| K-4 500 m   | Zawisza Bydgoszcz Mariusz Kujawski Dawid Putto Martin Brzeziński Piotr Mazur  | 1:23.789 | Energetyk Poznań Robert Nowakowski Sławomir Witczak Kacper Dratwa Piotr Gajewski | 1:24.859 | Posnania Mateusz Augustyniak Kamil Wyrwas Bartosz Stabno Marcin Jakubowski       | 1:25.544 |
| K-4 1000 m  | Zawisza Bydgoszcz Oskar Pacała Mariusz Kujawski Patryk Kulczyński Jakub Śliwa | 3:07.526 | Posnania Hubert Olszewski Kamil Wyrwas Filip Nowaczyk Mateusz Augustyniak        | 3:08.781 | Energetyk Poznań Robert Nowakowski Sławomir Witczak Kacper Dratwa Piotr Gajewski | 3:08.881 |

### Kobiety

#### Kajaki
| Konkurencja | Złoto                                                                             | Czas     | Srebro                                                                                  | Czas     | Brąz                                                                                | Czas     |
| K-1 200 m   | Marta Walczykiewicz (KTW Kalisz)                                                  | 40.020   | Anna Puławska (AZS Gorzów Wlkp.)                                                        | 40.860   | Dominika Włodarczyk (Zawisza Bydgoszcz)                                             | 41.585   |
| K-1 500 m   | Beata Mikołajczyk (UKS Kopernik Bydgoszcz)                                        | 1:51.617 | Anna Puławska (AZS-AWF Gorzów Wlkp.)                                                    | 1:52.797 | Dominika Włodarczyk (Zawisza Bydgoszcz)                                             | 1:53.942 |
| K-1 1000 m  | Beata Mikołajczyk (UKS Kopernik Bydgoszcz)                                        | 4:06.276 | Martyna Lisiecka (KSC Olsztyn)                                                          | 4:08.091 | Karolina Markiewicz (AZS Politechnika Opolska)                                      | 4:12.586 |
| K-1 5000 m  | Beata Mikołajczyk (UKS Kopernik Bydgoszcz)                                        | 24:03.5  | Marta Walczykiewicz (KTW Kalisz)                                                        | 24:06.5  | Natalia Gawlik (AZS AWF Poznań)                                                     | 24:16.9  |
| K-2 200 m   | Marta Walczykiewicz Katarzyna Kozakiewicz (KTW Kalisz)                            | 38.775   | Martyna Klatt Klaudia Cyrulewska (Energetyk Poznań)                                     | 41.375   | Joanna Heneczkowska Małgorzata Puławska (Posnania)                                  | 41.650   |
| K-2 500 m   | Justyna Iskrzycka Paulina Paszek (AZS AWF Katowice)                               | 1:50.067 | Anna Puławska Katarzyna Szewczyk (AZS-AWF Gorzów Wlkp.)                                 | 1:50.787 | Julia Lis Natalia Gawlik (AZS-AWF Poznań)                                           | 1:53.342 |
| K-2 1000 m  | Justyna Iskrzycka Paulina Paszek (AZS AWF Katowice)                               | 3:52.531 | Martyna Klatt Klaudia Cyrulewska (Energetyk Poznań)                                     | 3:53.656 | Julia Lis Natalia Gawlik (AZS-AWF Poznań)                                           | 3:55.166 |
| K-4 500 m   | AZS-AWF Katowice Justyna Iskrzycka Paulina Paszek Aleksandra Cader Ewelina Pilarz | 1:41.045 | Energetyk Poznań Martyna Klatt Klaudia Cyrulewska Natalia Wojciechowska Patrycja Hołysz | 1:41.895 | AZS_AWF Gorzów Wlkp. Anna Puławska Paulina Noga Katarzyna Szewczyk Klaudia Szewczyk | 1:43.615 |

#### Kanadyjki
| Konkurencja | Złoto                                            | Czas     | Srebro                                                                   | Czas     | Brąz                                               | Czas     |
| C-1 200 m   | Dorota Borowska (NOSiR Nowy Dwór Mazowiecki)     | 48.384   | Magda Stanny (Warta Poznań)                                              | 49.609   | Dorota Kozakiewicz (UKS Koszałek-Opałek Węgorzewo) | 51.189   |
| C-1 500 m   | Dorota Borowska (NOSiR Nowy Dwór Mazowiecki)     | 2:13.136 | Magda Stanny (Warta Poznań)                                              | 2:15.576 | Sylwia Szczerbińska (Cresovia Białystok)           | 2:19.526 |
| C-2 500 m   | Magda Stanny Paulina Grzelkiewicz (Warta Poznań) | 2:11.038 | Dorota Kozakiewicz Katarzyna Kozakiewicz (UKS Koszałek Opałek Węgorzewo) | 2:12.293 | Adrianna Antos Ewelina Antos (AZS AWF Poznań)      | 2:14.203 |